# Bitka pri Inkermanu
Bitka pri Inkermanu je bila bitka 5. novembra 1854 med vojskami Ruskega imperija na eni strani in Združenega kraljestva in Francije na drugi. Bitka je bila del krimske vojne in se je končala z britansko-francosko zmago. 

## Ozadje
Združena vojska Velike Britanije, Francije in Osmanskega cesarstva se je na Krimu izkrcala 14. septembra 1854 s ciljem, da osvoji rusko črnomorsko bazo Sevastopol. Po porazu pri Almi so bile ruske sile prisiljene na umik k reki Kači. Koalicijska vojska se je obrnila proti jugu Krimskega polotoka, da bi zagotovila redno oskrbovanje preko Balaklave. Komandant ruske vojske na Krimu Aleksander Sergejevič Menšikov je medtem glavnino svoje vojske evakuiral iz Sevastopola in tam za obrambo pustil samo mestno garnizijo.  Oktobra 1854 so Rusi napadli Balaklavo, a so se morali umakniti. Rusi so bili v bitki sicer poraženi, vendar so odkrili šibke točke koalicijske vojske. Linije oblegovalcev so bile plitve, ker zavezniki niso imeli dovolj vojakov za resnejše obleganje.

## Bitka
Aleksandar Sergejevič Menšikov se je po prihodu okrepitev odločil za nov poskus deblokade z napadom na nasprotnikovo desno krilo. V napad je poslal dve koloni. Desni je poveljeval general Fjodor Sojmonov iz Sevastopola, levi pa general Prokofij Pavlov. Korpus generala Petra Gorčakova iz Čorguna bi moral napasti nasprotnika iz ozadja. Kolona generala Sojmonova je 5. novembra okoli 6. ure zjutraj iznenadila britanske predstraže. Kolona Pavlova je okoli 7. ure  prešla preko mosta in se priključila desni koloni. Rusi so bili na začetku uspešni, potem pa so Britanci ustavili njihov napad  in jim med topniškim dvobojem zadali znatne izgube. Koloni Pavlova ni uspelo premakniti svojih težkih topom na vzpetino in bitka se je končala z zmago koalicijske vojske. General Sojmonov je v bitki padel. 

## Vir
- Figes, Orlando (2010). The Crimean War: A History. New York: Picador Publishing. str. 203.